# Ronciglione
Ronciglione est une commune italienne d'environ 8 500 habitants, située dans la province de Viterbe, dans la région Latium, en Italie centrale.

## Géographie
Ronciglione est situé 441 mètres d'altitude. La ville se trouve dans les monts Cimins, sur la pente sud-est d'un ancien volcan. La ville est située à 2,53 kilomètres du lac de Vico.

## Économie
L'économie de Ronciglione est centré sur l'agriculture par la production des noix et le vin.

## Personnalités
- Mariangela Virgili (1661-1734). Membre du Tiers-Ordre carmélite, elle développe l'action sociale dans sa ville et en particulier l'éducation. Elle est élue « citoyenne d'honneur de la ville de Ronciglione » en 1984. Mariangela est en cours de béatification.
- Andreï Belloli , peintre parti s'installer à Saint-Pétersbourg est né dans cette ville le 18 mars 1822.

## Événement commémoratif
- Du 3 au 11 novembre 1984 : célébration du 250e anniversaire du décès de Mariangela Virgili[2].

## Administration
| Période                                  | Période | Identité              | Étiquette | Qualité |
| ---------------------------------------- | ------- | --------------------- | --------- | ------- |
|                                          |         | Alessandro Giovagnoli |           |         |
| Les données manquantes sont à compléter. |         |                       |           |         |

### Hameaux
Lago di Vico

### Communes limitrophes
Capranica, Caprarola, Nepi, Sutri, Vetralla, Viterbe (Italie)